# 綾部市立中筋小学校
綾部市立中筋小学校（あやべしりつ なかすじしょうがっこう）は、京都府綾部市大島町外山田にある公立小学校。

## 概要
- 1～6学年それぞれ2組と、障害児学級のおおぞら組から成る。組名はいろはに因んで「い組」と「ろ組」。

## 沿革
- 1947年（昭和22年）4月1日 - 中筋村立中筋小学校と改称。
- 1950年（昭和25年）8月1日 - 何鹿郡中筋村が同郡5町村と合併、市制施行したのに伴い、綾部市立中筋小学校と改称。

## 通学区域
- 綾部市
  - 岡町、延町、上延町、大島町、高津町、安場町、位田町(延後)、小貝町(中川原及び大川原)、井倉町(下山)、宮代町(一部)

卒業生は基本的に綾部市立綾部中学校へ進学する。

## 周辺
一帯は由良川南岸の綾部市と福知山市を結ぶ街道筋に当たり、住宅も多い。
- 京都府立綾部高等学校
- 綾部市立中筋幼児園
- 綾部大島郵便局
- あやべ市民新聞本社
- 京都府道8号福知山綾部線
- 京都府道9号綾部大江宮津線
- 京都府道522号三俣綾部線
- 由良川

## 著名な出身者
- 杉山晃紀 - プロ野球選手

## アクセス
- JR山陰本線 綾部駅から西へ約2km
- 京都交通 鳥ヶ坪／あやべ市民バス 鳥ヶ坪交差点にて下車